# Sekumur
Sekumur is een bestuurslaag in het regentschap Aceh Tamiang van de provincie Atjeh, Indonesië. Sekumur telt 737 inwoners (volkstelling 2010).